# Pireneitega spasskyi
Pireneitega spasskyi är en spindelart som först beskrevs av Dmitry Evstratievich Kharitonov 1946.  Pireneitega spasskyi ingår i släktet Pireneitega och familjen mörkerspindlar. Inga underarter finns listade i Catalogue of Life.